# Роґелькайми
Роґелькайми (пол. Rogielkajmy, нім. Rockeln) — село в Польщі, у гміні Семпополь Бартошицького повіту Вармінсько-Мазурського воєводства.
Населення — 21 особа (2011).

## Демографія
Демографічна структура станом на 31 березня 2011 року:
|          | Загалом | Допрацездатний вік | Працездатний вік | Постпрацездатний вік |
| -------- | ------- | ------------------ | ---------------- | -------------------- |
| Чоловіки | 10      | 1                  | 6                | 3                    |
| Жінки    | 11      | 0                  | 5                | 6                    |
| Разом    | 21      | 1                  | 11               | 9                    |